# Gentrifikacija
Gentrifikacija (od eng. gentry, niže plemstvo) postupak je kojim se starije, jeftine građevine (uglavnom stambene zgrade) ili čitavi dijelovi gradova (najčešće radnička naselja) renoviraju u skuplje, luksuzne građevine za pripadnike srednje klase, koji pri doseljenju najčešće zamjenjuju autohtono stanovništvo, istisnuto iz tih građevina zbog povišenih troškova života.
Povezana je s procesima deindustrijalizacije, urbanizacije i osuvremenjivanja (modernizacije) povijesnih jezgri i užih gradskih središta nauštrb autohtonog stanovništva, koje se seli u predgrađa ili čak izvan matičnih gradova, u trabante i satelitske gradove koji su samo poslopružateljskom ulogom povezane s matičnim središtem. Ta satelitska naselja svojom stanodavateljskim, kulturnim, obrazovnim i drugim ulogama zadržavaju stanovništvo unutar svojih granica, ali i dalje pod utjecajrm matičnog grada, kojem gravitiraju iz privrednih razloga.
Na primjeru favela, slamova i ostalih divljih naselja, čije se stanovništvo raseljava radi izgradnje bilo prometnica bilo poslovnih ili stambenih prostora, ali bez pružanja alternative, gentrifikacija može poprimiti i oblike društvenog, a u krajnjem slučaju i planiranog etničkog čišćenja, istiskivanja domaćeg stanovništva na korist novouseljene zajednice.
Gentrifikacija posebno snažno pogađa brzo urbanizirana područja, kako u razvijenom, tako i u nerazvijenom dijelu svijeta, produbljujući postojeće društvene razlike.
Osim navedenih, potiču je i mahom prisutan ruralni egzodus, zbjeg stanovništva sa seoskih u gradska područja, koji pojačavajući intezitet deagrarizacije, a time i deruralizacije, osnažuje postupak gentrifikacije.
Pojedini urbanisti povezuju gentrifikaciju s pojmom urbane dekadencije, propadanja autohtone građanske kulture zbog preseljenja njezinih baštinika na predgrađa i naselja izvan granica matičnog (rodnog) grada, time i izvan gradskoga kulturnoga utjecaja, jer predgrađa i sateliti zadovoljavaju i tu ulogu. 
Grad Portland, u američkoj saveznoj državi Oregon, i glavni grad SAD-a Washington D.C., primjerice, predvode procese gentrifikacije u toj zemlji s najvišim udjelima gentrificiranih zgrada u gradskom središtu. U Portlandu je tako 2000-ih gentrificirano 3 od 5 zgrada, a u Washingtonu svaka druga, kao i u Minneapolisu i Seattleu.